# Hulda (chi bướm)
Hulda là một chi bướm đêm thuộc phân họ Tortricinae của họ Tortricidae.

## Các loài
- Hulda impudens (Walsingham, 1884)